# Jean-Baptiste Say

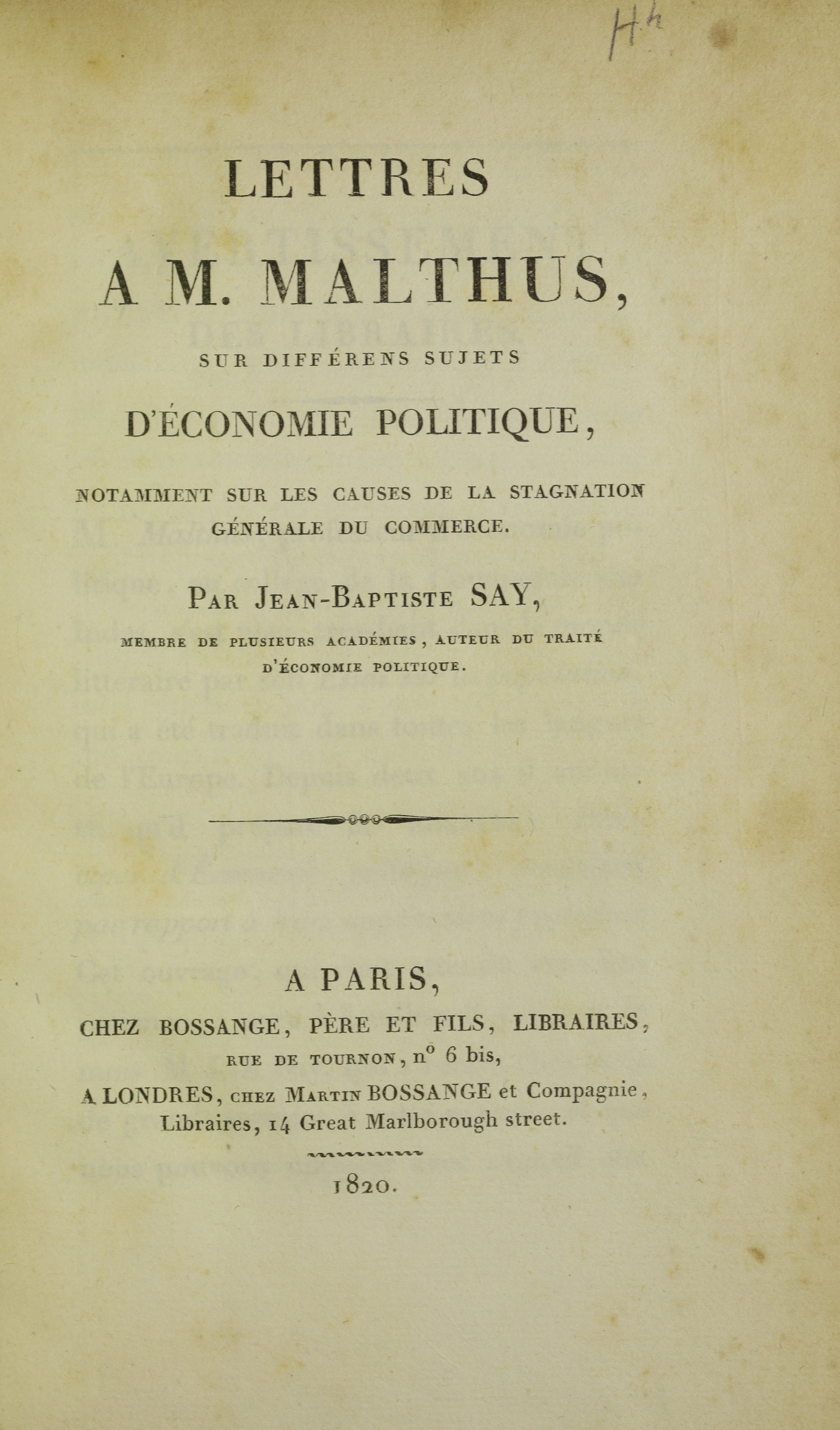
Lettres a M. Malthus, 1820

Jean-Baptiste Say (Lió, 5 de gener del 1767 - París, 14 de novembre del 1832) va ser un economista francès.

## Pensament
És un dels principals exponents de l'Escola Clàssica d'economistes. Admirador de l'obra d'Adam Smith, i influenciat per altres economistes francesos com Turgot, Say va guanyar reconeixement en tot Europa amb el seu Tractat d'Economia Política, primera edició datada del 1804. Say reprengué moltes de les idees dels seus predecessors francesos i d'Adam Smith, sistematitzant-les en aquest magistral tractat, que inclou nombroses contribucions originals, expressades amb una gran claredat d'estil. Alguns economistes de l'escola clàssica anglesa, en particular McCulloch, seguidor de David Ricardo, van considerar que Say era merament un divulgador i sistematitzador de la Riquesa de les Nacions, però hom defensa que les aportacions que va fer van ser molt més enllà.
La cèlebre Llei dels Mercats, que va formular com "els productes, en última instància s'intercanvien per altres productes” és la seva contribució més famosa. Batejada posteriorment com a Llei de Say, constitueix un element central de l'economia clàssica (en ser acceptada per David Ricardo i John Stuart Mill com una de les contribucions més significatives al pensament econòmic). La seva essència és que, abans de poder demandar béns cal haver produït altres béns per intercanviar-los pels béns desitjats (el que implica una relació causa-efecte de l'oferta cap a la demanda), i el seu corol·lari és que no poden existir períodes perllongats de sobreproducció i subconsum si el mercat no pateix interferències. Les contraccions de l'activitat productiva es deuran llavors, o bé a pertorbacions com les males collites o les guerres, o a mesures dels governs que influeixin negativament en l'activitat econòmica, com pujades en els aranzels. Thomas Malthus i Sismondi, després reivindicats per Keynes, van rebutjar la llei argumentant la possibilitat d'atresorament, que podria conduir al subconsum. Say i altres clàssics van respondre asseverant que l'atresorament era un fenomen d'importància marginal.